# Cascavel-da-baja-califórnia
Nomes comuns: cascavel-de-baja-california,
Crotalus enyo é uma espécie de víbora venenosa nativa da costa e ilhas do noroeste do México. São recohecidas actualmente três subespécies, incluindo a subespécie nominal aqui descrita.

## Descrição
O comprimento máximo reportado para esta espécie é 89.8 cm (Klauber, 1972). É sexualmente dimórfica, sendo os machos geralmente maiores do que as fêmeas. A cabeça é bastante pequena e estreita, enquanto que os olhos são proporcionalmente grandes.

## Distribuição geográfica
No noroeste do México pode ser encontrada na Península de Baja California, desde aproximadamente Río San Telmo na costa oeste e a ilha Angel de La Guarda na costa do golfo, para sul até Cabo San Lucas. É também encontrada no Golfo da Califórnia nas ilhas de San Marcos, Carmen, San José, San Francisco, Partida del Sur, Espíritu Santo e Cerralvo. Ao largo da costa do Pacífico, é também encontrada na ilha de Santa Margarita. A localidade tipo é "Cabo San Lucas, Baja California Sur".

## Habitat
Prefere o deserto, mas na parte noroeste da sua zona de distribuição, pode ser encontrada em terrenos de chaparral, enquanto na região do cabo (Serra de San Lázaro), ocorre em floresta decídua tropical e de pinheiro-carvalho. Pode ser encontrada em áreas rochosas com arbustos espinhosos e cactos, e por vezes também em dunas de areia. É frequentemente atraída a habitações humanas, onde pode ser encontrada em pilhas de materiais.

## Conservation status
Esta espécie está classificada como Pouco Preocupante na Lista Vermelha da IUCN de espécies ameaçadas (v3.1, 2001). As espécies assim classificadas apresentam ampla distribuição geográfica, grande população estimada ou não é provável que estejam a sofrer um declínio suficientemente rápido para ser classificadas numa categoria de maior ameaça. A tendência populacional era estável quando foi avaliada em 2007.

## Alimentação
As serpentes desta espécie, independentemente do seu tamanho, comem pequenos roedores, lagartos e centopeias. Este modo de alimentação contrasta com o de muitas espécies de cascavel as quais se alimentam quase exclusivamente de lagartos na sua fase juvenil, passando a alimentar-se de mamíferos quando adultas. No caso de C. enyo, as serpentes pequenas comem lagartos mais frequentemente do que as de maior tamanho, e as de maior tamanho comem mamíferos mais frequentemente do que as de menor tamanho. Os adultos também se alimentam de grande centopeias do género Scolopendra.

## Reprodução
Espécimes em cativeiro produzem ninhadas de dois a sete juvenis. Existem relatos de espécimes recém-nascidos com comprimentos entre os 20.6 e os 22.3 cm. Grismer (2002) relatou haver encontrado neonatos em estado selvagem entre finais de julho e meados de outrubro, o que indicaria que esta espécie acasala durante a primavera e dá à luz durante o verão e início do outono.

## Subespécies
| Subespécies        | Autor               | Nome comum                   | Distribuição geográfica                                                         |
| ------------------ | ------------------- | ---------------------------- | ------------------------------------------------------------------------------- |
| C. e. cerralvensis | Cliff, 1954         | Cascavel-da-ilha-de-cerralvo | Ilha de Cerralvo no Golfo da Califórnia                                         |
| C. e. enyo         | (Cope, 1861)        | Cascavel-da-baixa-califórnia | Baja California, México, desde El Rosario para sul ao longo da península        |
| C. e. furvus       | Lowe & Norris, 1954 | Cascavel-de-rosario          | Baja California, México, desde Río San Telmo para sul até próximo de El Rosario |

## Taxonomia
As três subespécies actuais foram reconhecidas por Beaman e Grismer (1994) na sua revisão, mas os mesmos autores indicaram que C. e. furvus não deveria ser considerada uma subespécies separada, e que C. e. cerralvensis deveria melhor ser considerada como uma espécie distinta.